# Carlyle Glean
Sir Carlyle Arnold Glean (Gouyave, 11 febbraio 1932 – 21 dicembre 2021) è stato un politico grenadino, Governatore generale di Grenada dal 27 novembre 2008 al 7 maggio 2013.

## Biografia
Dopo aver lavorato come insegnante e preside in alcune scuole di Grenada, Glean ottenne il Bachelor of Education presso l'Università di Calgary nel 1970 e il Master of Arts in educazione tre anni dopo. Dopo aver lavorato presso l'Università delle Indie occidentali, conseguì un secondo Master of Arts nel 1982 presso l'Università dell'Anglia orientale.
Tornato a Grenada, nel 1990 si candidò, senza successo, alla Camera dei rappresentanti per la circoscrizione di St. John, tra le file del Congresso Democratico Nazionale. Nello stesso anno divenne Ministro dell'istruzione nel governo di Nicholas Brathwaite, nonché senatore. Dopo la sconfitta subita dal Congresso Democratico Nazionale alle elezioni del 1995, si ritirò dalla politica, e si dimise dal Senato nel 1998. Nel 2008 fu nominato Governatore generale di Grenada, e mantenne l'incarico fino al 2013.

## Vita privata
Di religione cattolica, era sposato con Norma DeCoteau, con cui ebbe cinque figli.